# Lordsburg
La ville de Lordsburg est le siège du comté de Hidalgo, situé dans le Nouveau-Mexique, aux États-Unis.